# 苦頓別山
苦頓別山（くとんべつやま）は、北海道の中川郡中川町と中川郡美深町と雨竜郡幌加内町の3町にまたがる標高649.1mの山である。山頂には二等三角点「苦頓別」が設置されている。

## 概要
天塩山地の中央部北側に位置する山で、阿部志内から東側に伸びる支稜線上にありさらに北側に伸びる尾根によって安平志内川の分水嶺となる。付近を道道964号が開通する予定だったが工事中止に終わり苦頓別山付近までは車両は近づけない状態となっている。
山名の「苦頓別」は天塩川支流のウルベシ川に流れる現在のクトンベツ沢川を指し、アイヌ語で「クッ・ウン・ペッ（段々のついている岩崖・そこにある・川）」と呼ばれていたとされる。